# Rugby a 15 nel 2003

## Attività internazionale
L'attività internazionale è fortemente influenzata dalla Coppa del Mondo di rugby, che ha un impatto rilevante sui test match delle nazionali.
I tornei continentali vedono le vittorie dell'Inghilterra nel "Sei nazioni", della Nuova Zelanda nel "Tri Nations" (le due favorite per i mondiali) e di Marocco e Argentina rispettivamente in Africa e Sudamerica. Nel Campionato europeo si disputa il girone di andata che vede a sorpresa il dominio del Portogallo.

### Test di metà anno
A metà anno è tradizione che le selezioni di "rugby a 15", europee in particolare, ma non solo, si rechino fuori dall'Europa o nell'emisfero sud per alcuni test. Si disputano però anche molti incontri tra nazionali dello stesso emisfero Sud che precedono, dal 1996, la disputa del Tri Nations.
Nel 2003, la tradizione non solo non viene meno, ma questi tour sono un momento determinante per la preparazione della Coppa del mondo imminente.
È sempre l'Inghilterra la squadra più forte e si pone come favorita, insieme alla Nuova Zelanda, per la vittoria nella coppa del mondo.

### Test di preparazione al mondiale
Varie le sfide tra squadre europee, in particolare le sfide tra squadre partecipanti al Sei Nazioni
Principali test:
| Dublino 16 agosto 2003 | Irlanda | 35 – 12 | Galles | Lansdowne Road |

| Lilla 22 agosto 2003 | Francia | 56 – 8 | Romania |  |

| Edimburgo 23 agosto 2003 | Scozia | 47 – 15 | Italia | Murrayfield |

| Cardiff 23 agosto 2003 | Galles | 9 – 43 | Inghilterra | Millennium Stadium |

| Wrexham 27 agosto 2003 | Galles | 54 – 8 | Romania |  |

| Dublino 30 agosto 2003 | Irlanda | 61 – 6 | Italia | Lansdowne Road |

| Marsiglia 30 agosto 2003 | Francia | 17 – 16 | Inghilterra | Velodrome |

| Cardiff 30 agosto 2003 | Galles | 23 – 9 | Scozia | Millennium Stadium |

| Asti 6 settembre 2003 | Italia | 31 – 22 | Georgia |  |

| Londra 6 settembre 2003 | Inghilterra | 45 – 14 | Francia | Twickenham |

| Edimburgo 6 settembre 2003 | Scozia | 10 – 29 | Irlanda | Murrayfield |

### Altri test
| Rabat 2 febbraio 2003 | Marocco | 32 – 22 | France Amateurs |  |

| Buenos Aires 2 febbraio 2003 | Buenos Aires A | 27 – 6 | Uruguay XV |  |

| Grand Caymans 15 febbraio 2003 | Isole Cayman | 34 – 0 | Harvard Bus. Sc. |  |

| Parigi 21 febbraio 2003 | Gennvilliers | 0 – 26 | Germania XV |  |

| Middelburg 22 febbraio 2003 | Paesi Bassi | 25 – 32 | Belgio |  |

| Grand Caymans 15 marzo 2003 | Isole Cayman | 25 – 5 | Long Island RFC |  |

| Vienna 5 ottobre 2003 | Austria | 17 – 0 | Slovenia |  |

| 20 ottobre 2003 | Bermuda | 0 – 14 | Isole Cayman |  |

| 29 ottobre 2003 | Kazakhstan XV | 28 – 10 | British Army Air Corps |  |

| Kandy 31 ottobre 2003 | India | 52 – 15 | Pakistan |  |

| Montego Bay 8 novembre 2003 | Isole Cayman | 32 – 27 | Giamaica |  |

| Londra 20 dicembre 2003 | Inghilterra XV | 42 – 17 | NZ Barbarians | Twickenham |

| Henley 27 dicembre 2003 | England Counties | 18 – 27 | France Amateurs |  |

## I Barbarians
Il clou dell'annata della squadra ad inviti più celebre del mondo è stato il trittico di incontri contro le nazionali britanniche.
| Londra 6 marzo 2003 | London Irish | 33 – 66 | Barbarians | Twickenham |

| Leicester 7 marzo 2003 | Leicester Tigers | 21 – 12 | Barbarians | Welford Road |

| Northampton 21 maggio 2003 | East Midlands | 26 – 52 | Barbarians |  |

| Londra 25 maggio 2003 | Inghilterra XV | 36 – 49 | Barbarians | Twickenham |

| Edimburgo 28 maggio 2003 | Scozia XV | 15 – 24 | Barbarians | Murrayfield |

| Cardiff 31 maggio 2003 | Galles XV | 35 – 48 | Barbarians | Millennium Stadium |

| Rushmoor 11 novembre 2003 | Combined Service | 8 – 26 | Barbarians |  |

## La Nazionale Italiana
Nel 2003, la Nazionale Italiana, ancora affidata a John Kirwan, si prepara al "Sei Nazioni" con un match contro gli "All Stars" del campionato italiano .
| Milano 8 febbraio 2003 | Italia XV | 41 – 36 | All Stars | Stadio San Siro |

Nel torneo, dopo che l'infortunio a Pez porta a richiamare Diego Domínguez per le sue ultime partite in nazionale , gli azzurri conquistano un solo grande successo di prestigio contro il Galles (30-22), nella partita inaugurale .
La successiva partita con l'Irlanda persa per 13-37  e soprattutto la pesanti sconfitte con Inghilterra (5-40) e Francia (27-53) riducono gli entusiasmi, anche se la squadra mostra notevoli miglioramenti in gioco e carattere. Come già nel 2001 gli azzurri sfiorano il successo a Murrayfield con la Scozia (25-33) Chiudendo il torneo al 5º posto. Ultimo è proprio il Galles, nella sua più disastrosa stagione.
In preparazione al Mondiale, l'Italia si reca per un tour in Nuova Zelanda. I risultati saranno assai poco esaltanti, in confronto a quelli ottenuti da altri team europei contro le stesse selezioni, sono giudicati comunque figli della necessaria sperimentazione.
Per la preparazione alla Coppa della Mondo, l'Italia disputa anche tre test contro nazionali europee. I risultati sono disastrosi, addirittura si rischia la sconfitta con la Georgia.
| Edimburgo 23 agosto 2003 | Scozia | 15 – 47 | Italia | Murrayfield |

| Dublino 30 agosto 2003 | Irlanda | 6 – 61 | Italia | Lansdowne Road |

| Asti 6 settembre 2003 | Italia | 31 – 22 | Georgia |  |

Non bastando le tempistiche di preparazione e il carico di lavoro "fisico" a giustificare le pessime prestazioni, si cerca il capro espiatorio. A pagare è Ramiro Pez che viene sostituito a tre gironi dalla partenza con Rima Wakarua, equiparato neozelandese, che sino ad allora aveva solo giocato in seconda divisione italiana. Un azzardo che non pagherà. Da tenere presente che John Kirwan aveva escluso da tempo dalla nazionale Diego Domínguez.
L'Italia ha un girone con la qualificazione alla sua portata, visto che ritrova di fronte il Galles battuto pochi mesi prima. A preoccupare sono le 4 partite da affrontare in soli 17 giorni a causa di un calendario che tutela maggiormente le squadre britanniche.
L'Italia aveva addirittura minacciato il forfait alla competizione. Pertanto contro gli All Blacks vanno in campo 14 riserve su 15 giocatori e la sconfitta pesante (7-70) è archivitata senza patemi .

Contro la modesta Tonga (che arriverà ultima nel girone), si fatica nel primo tempo, ma si vince bene nel secondo tempo, scatenando ottimismo (36-12) . 

Con un Canada modesto invece si soffre notevolmente e si vince a fatica e di misura (19-14) . 

Il Galles, come dimostreranno le successive partite con Nuova Zelanda e Inghilterra, non è però la squadra smarrita di pochi mesi prima e gli azzurri cedono onorevolmente ma senza sfiorare l'impresa (15-27).

## Campionati Nazionali
- Africa:

| Sudafrica | Currie Cup  | Blue Bulls   |
|           | Vodacom Cup | Golden Lions |

- Americhe:

| Argentina   | Nacional de Clubes    | Hindù Club        |
|             | Interprovinciale      | Rosario           |
|             | Camp. di Buenos Aires | San Isidro        |
| Brasile     | Campionato            | São José (SP)     |
| Canada      | Super League          | Calgary mavericks |
| Stati Uniti | Superleague           | Belmont Shore     |

- Europa

| Irlanda           | All Ireland league      | ballymena              |
|                   | Interprovinciale        |                        |
| Galles            | WRU Challenge Cup       | Llanelli RFC           |
| Scozia (bandiera) | Welsh Scottish League   | Bridgend RFC           |
| Inghilterra       | Coppa                   | Gloucester             |
|                   | Campionato delle Contee | Lancashire             |
|                   | Campionato              | London Wasps           |
| Francia           | Camopionato             | Stade Français         |
|                   | Coupe de Ligue          | La Rochelle            |
|                   | Challenge Sur radio     | Castres                |
| Italia            | Coppa                   | Viadana                |
|                   | Campionato              | Benetton Treviso       |
| Scozia            | Campionato              | Borouhmuir             |
| Georgia           | Campionato              | Locomotivi             |
| Portogallo        | Campionato              |                        |
|                   | Coppa                   |                        |
| Romania           | Campionato              | Steaua Bucarest        |
| Russia            | Campionato              | VVA-Podmoskovye Monino |
| Spagna            | Coppa                   | UCM Madrid 2012        |
|                   | Campionato              | La Moraleja            |
| Finlandia         | Campionato              | Helsinki Rugby Club    |

- Oceania:

| Nuovo Galles del Sud | Shute Shield                     | Eastern Suburbs |
|                      | Tooheys New Cup                  | Eastwood        |
| Queensland           | Premier Rugby                    | Canberra        |
| Australia            | Shield                           | Perth Gold      |
|                      | Interstate                       |                 |
| Nuova Zelanda        | National Provincial Championship | Auckland        |